# Mala ortografia
Mala Ortografia es el primer álbum de estudio del rapero mexicano Santa RM publicado el  21 de mayo de 2012 por el sello discográfico JJ EntertainmentPV. El álbum fue grabado en Barcelona, España con el productor Soma en Lebuque Studios. Todas las canciones fueron escritas por Santa RM excepto las partes interpretadas por otros artistas. Cuenta con apariciones de Norykko, Smoky, T-Killa, Danger y Porta.

## Lista de canciones
| N.º | Título                                                  | Productor(es) | Duración |  |
| 1.  | «Mala Ortografia (intro)»                               | Soma          | 1:40     |  |
| 2.  | «No Sé En Qué Te Fallé» (feat. Clow MC)                 | Soma          | 3:43     |  |
| 3.  | «Todo Es Distinto» (feat. DJ Masae)                     | Soma          | 3:32     |  |
| 4.  | «Proyecto X» (feat. Porta)                              | Soma, Porta   | 4:05     |  |
| 5.  | «Déjame en paz» (feat. Isusko y Katres)                 |               | 4:17     |  |
| 6.  | «Ni un paso atrás»                                      |               | 2:49     |  |
| 7.  | «Cuídala bien» (feat. Smoky)                            |               | 3:31     |  |
| 8.  | «Odio y envidia» (feat. Dj Masae)                       |               | 3:17     |  |
| 9.  | «Para quien se creyó capaz» (feat. Danger AK y T-Killa) |               | 3:57     |  |
| 10. | «El rap es un trabajo duro» (feat. Dj Masae)            |               | 4:46     |  |
| 11. | «No era lo que esperabas» (feat. Norykko)               |               | 4:29     |  |
| 12. | «Quizás»                                                |               | 3:10     |  |
| 13. | «Ejercicio mental»                                      |               | 3:26     |  |
| 14. | «Paraíso infernal»                                      | Soma          | 4:02     |  |
| 15. | «K.O. Masacre en textos» (feat. Canibus y Dj Masae)     | Soma          | 3:58     |  |
| 16. | «Favor con favor» (feat. Cynthia y Tankeone)            |               | 5:31     |  |
| 17. | «Sólo poesía» (feat. Sharif y Niñoproblema)             |               | 4:07     |  |
| 18. | «Soy Quien Soy» (Outro)                                 |               | 3:34     |  |